# Пасым
Пасым (пол. Pasym), ранее Пассенхайм (нем. Passenheim) — город в Польше, входит в Варминьско-Мазурское воеводство, Щитненский повят. Имеет статус городско-сельской гмины. Занимает площадь 15,18 км². Население — 2549 человек (на 2018 год).

## Памятники
В реестр охраняемых памятников Варминьско-Мазурского воеводства занесены:
- Город в пределах городских стен XIV—XIX вв.
- Костёл Святого Сердца 1873—76 гг.
- Лютеранская церковь 4 четверти XV в., 1765 г.
- Лютеранские кладбища конца XIX в. при дороге Ольштын-Щитно, XVIII — конца XIX вв. по ул. Костюшко
- Городской парк XIX в.
- Городские стены XIV в.
- Ратуша 1855 г.
- Дома по ул. Вокзальной, 21, 25, 27
- комплекс бывшего суда 1904—1908 гг.
- Дома XVIII/XIX вв. по ул. Славянского Единства, 6, 31, 33, 39
- Корчма XVIII/XIX в.
- Дом XIX в. по ул. Костюшко, 3
- Дома начала XIX в. по ул. Садовой, 5, 7, 9, 11, 27, 31, 33
- Дом начала XIX в. по ул. Почтовой, 2

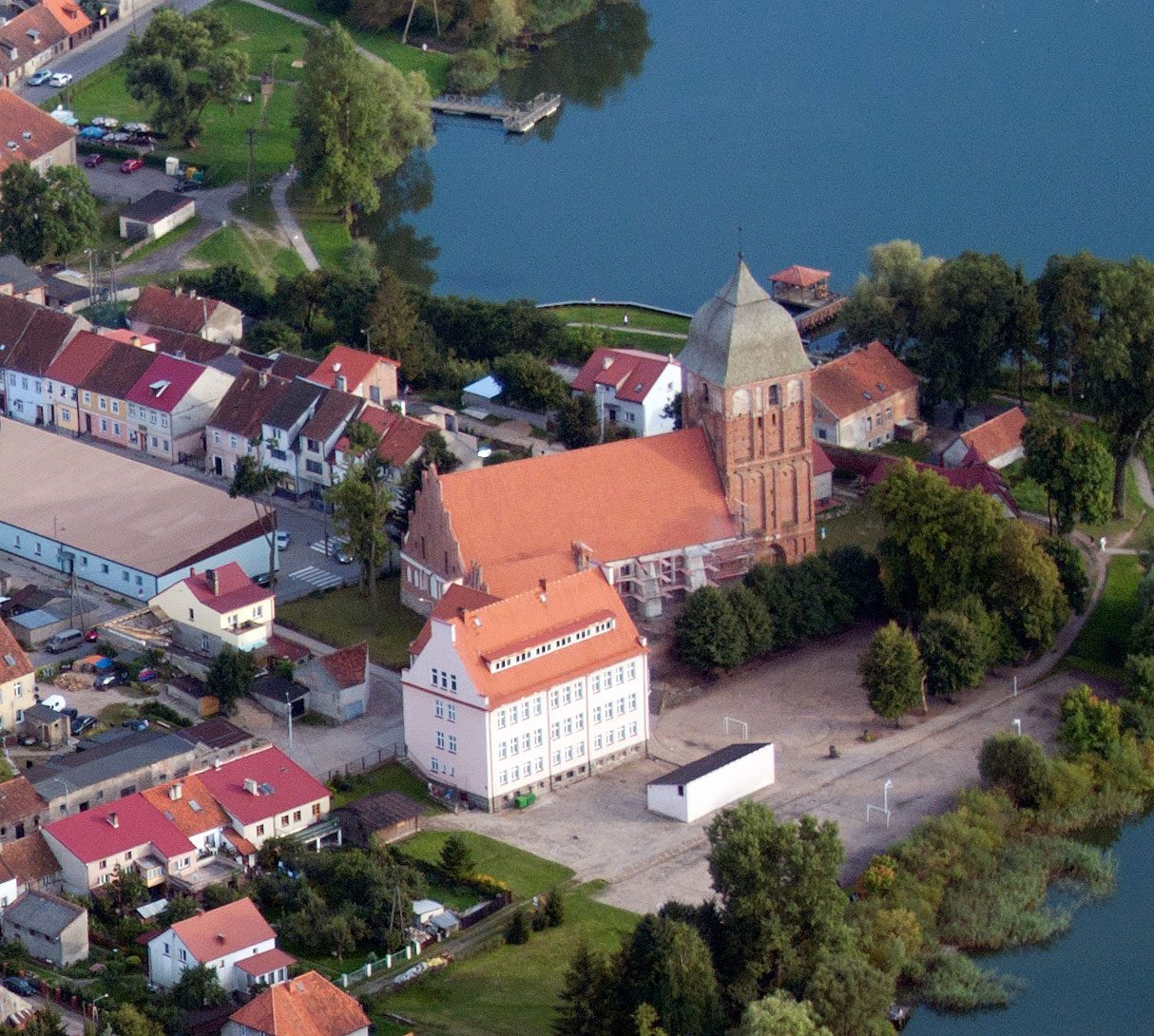
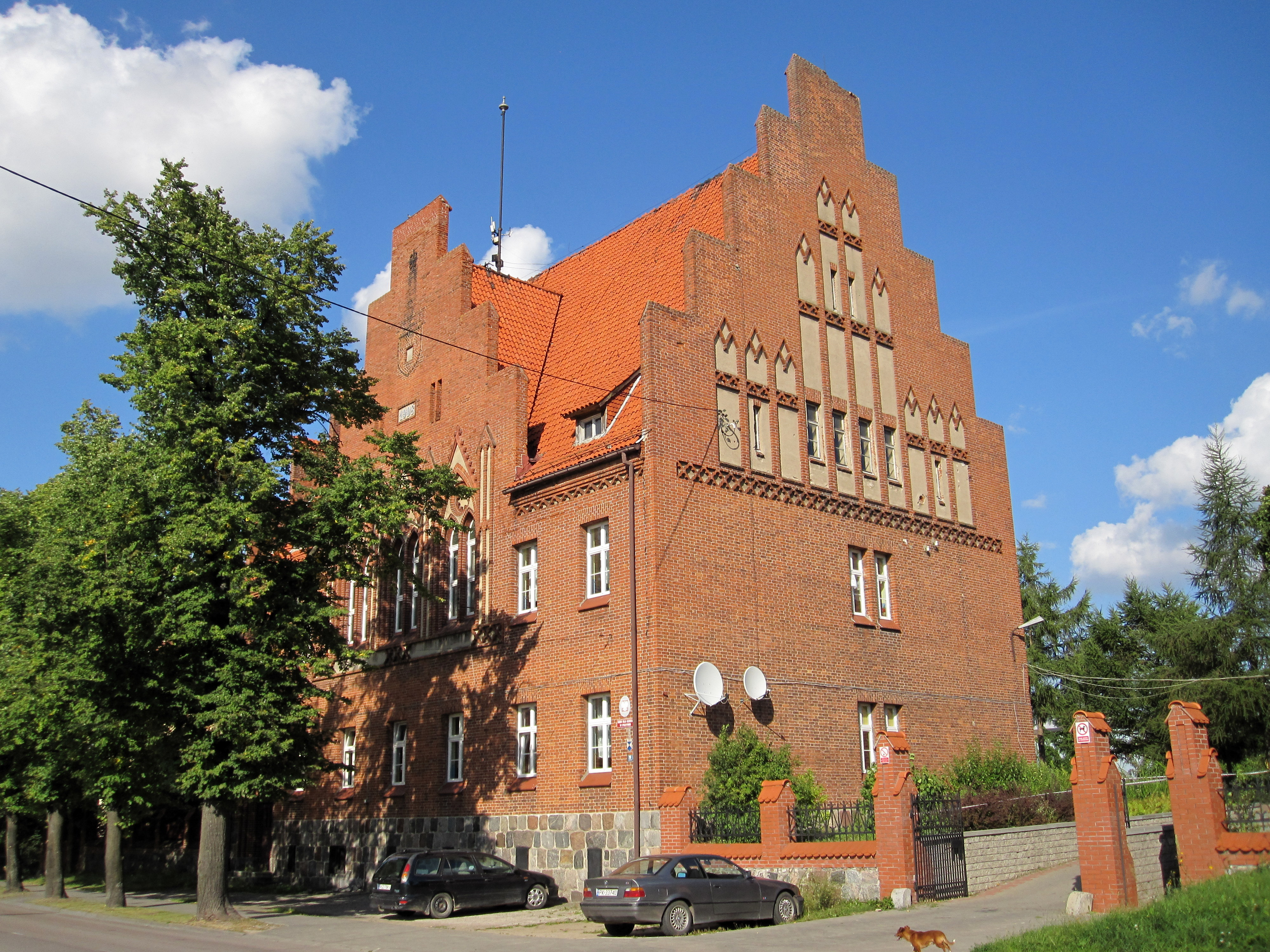

- Водонапорная башня 1911 г.
- Здание бани